# Lancer du poids féminin à la Ligue de diamant 2011
Le concours du lancer du poids féminin de la Ligue de diamant 2011 se déroule du 15 mai au 8 septembre 2011. La compétition fait successivement étape à Shanghai, Eugene, Oslo, Paris, Stockholm et Londres, la finale ayant lieu à Zurich peu après les Championnats du monde de Daegu.
La Néo-zélandaise Valerie Adams remporte la compétition en totalisant cinq victoires.

## Calendrier
| Date             | Meeting             | Ville     | Pays        |
| ---------------- | ------------------- | --------- | ----------- |
| 15 mai 2011      | Golden Grand Prix   | Shanghai  | Chine       |
| 4 juin 2011      | Prefontaine Classic | Eugene    | États-Unis  |
| 9 juin 2011      | Bislett Games       | Oslo      | Norvège     |
| 8 juillet 2011   | Meeting Areva       | Paris     | France      |
| 29 juillet 2011  | DN Galan            | Stockholm | Suède       |
| 5-6 aout 2011    | London Grand Prix   | Londres   | Royaume-Uni |
| 7 septembre 2011 | Weltklasse          | Zurich    | Suisse      |

## Résultats
| Date | Meeting   | 1er                                 | 1er   | 2e                            | 2e    | 3e                            | 3e    |
| --- | --------- | ----------------------------------- | ----- | ----------------------------- | ----- | ----------------------------- | ----- |
| 15 mai 2011 | Shanghai  | Gong Lijiao 19,94 m (SB)            | 4 pts | Jillian Camarena 19,35 m (SB) | 2 pts | Li Ling 19,30 m               | 1 pt  |
| 4 juin 2011 | Eugene    | Nadezhda Ostapchuk 20,59 m (WL, MR) | 4 pts | Jillian Camarena 19,76 m (PB) | 2 pts | Cleopatra Borel 18,85 m       | 1 pt  |
| 9 juin 2011 | Oslo      | Valerie Adams 20,26 m               | 4 pts | Nadezhda Ostapchuk 19,92 m    | 2 pts | Gong Lijiao 19,57 m           | 1 pt  |
| 8 juillet 2011 | Paris     | Valerie Adams 20,78 m (MR)          | 4 pts | Nadezhda Ostapchuk 20,49 m    | 2 pts | Jillian Camarena 20,18 m (NR) | 1 pt  |
| 29 juillet 2011 | Stockholm | Valerie Adams 20,57 m               | 4 pts | Nadezhda Ostapchuk 20,37 m    | 2 pts | Jillian Camarena 19,87 m      | 1 pt  |
| 5-6 aout 2011 | Londres   | Valerie Adams 20,07 m               | 4 pts | Nadezhda Ostapchuk 19,52 m    | 2 pts | Nadine Kleinert 19,06 m       | 1 pt  |
| 7 septembre 2011 | Zurich    | Valerie Adams 20,51 m               | 8 pts | Nadezhda Ostapchuk 20,48 m    | 4 pts | Jillian Camarena 19,64 m      | 2 pts |
| Records et Performances - AR : Record continental (area record) - CR : Record des championnats (championship record) - MR : Record du meeting (meet record) - NR : Record national (national record) - OR : Record olympique (olympic record) - PR : Record paralympique (paralympic record) - PB : Record personnel (personal best) - SB : Meilleure performance personnelle de la saison (season's best) - WL : Meilleure performance mondiale de l'année (world leader) - WJR : Record du monde junior (world junior record) - WR : Record du monde (world record) Circonstances et Conditions - DNF : N'a pas terminé (did not finish) - DNS : N'a pas pris le départ (did not start) - DQ : Disqualification (disqualification) - NM : Aucun essai valable enregistré (No Mark) - Q : Qualifié « directement » au prochain tour (ou à la prochaine compétition), lors d'une compétition majeure, grâce au classement ou à la réalisation des minima (automatic qualifier) - q : Qualifié au prochain tour (ou à la prochaine compétition), lors d'une compétition majeure, grâce au repêchage ou à la réalisation de l'une des meilleures performances parmi celles des « non qualifiés directement » (grâce au meilleur temps ou à la meilleure distance par exemple) (secondary qualifier) |           |                                     |       |                               |       |                               |       |

## Classement général
- Classement final[1] :

| Rang | Athlète            | Points |
| ---- | ------------------ | ------ |
| 1    | Valerie Adams      | 24     |
| 2    | Nadezhda Ostapchuk | 16     |
| 3    | Jillian Camarena   | 8      |
| 4    | Cleopatra Borel    | 1      |
| 4    | Nadine Kleinert    | 1      |